# 20880 Yiyideng
20880 Yiyideng è un asteroide della fascia principale. Scoperto nel 2000, presenta un'orbita caratterizzata da un semiasse maggiore pari a 2,6950229 UA e da un'eccentricità di 0,0483602, inclinata di 4,58207° rispetto all'eclittica.